# Валовая улица (Москва)
Вало́вая у́лица — улица района Замоскворечье Центрального округа города Москвы. Часть Садового кольца.

## История
Валовая улица возникла в 1816—1820 после сноса Земляного вала. Старое название, которое носила улица до 1917 года, Зацепский вал. Застройка улицы производилась в 1940—1950 годах.
В XIV—XVI веках на месте современной Валовой улицы находились луга, на которых в начале XVII пасли коров царицы-инокини Марфы, матери царя Михаила Федоровича. Местность пересекалась «старицей» реки Москвы, которая в наводнения или большие дожди заливалась водой.
В конце XVI века местность была разрезана поперек «старицы» Земляным валом со рвом. В Петровские времена в этой местности поселились рабочие Кадашевского монетного двора, о чём напоминают современные Монетчиковские переулки. Монету здесь чеканили недолго: с 1701 по 1736 год. Земляной вал был снесен в 1816—1820 годах; здесь, как и на других проездах замоскворецкой дуги Садового кольца, было решено не делать палисадников, сужающих мостовые. Поэтому-то улица не была названа Садовой, а осталась просто Валовой. К тому же она осталась относительно узкой по сравнению с теми звеньями Садового кольца, где за счет палисадников улицы приобрели нынешнюю ширину. В XIX веке Валовая улица то выделялась из состава Зацепского вала, то вновь в него вливалась, и только к началу XX века обе улицы окончательно закрепились в нынешних границах.
Летом 1979 года, за счет сноса домов по левой[относительно чего?] стороне, улицу расширили вчетверо: с 10 до 40 метров, уравняв по ширине с остальными отрезками кольца. В результате Валовая, как и остальные улицы замоскворецкой дуги, превратилась в широкую транспортную магистраль.
Валовая улица практически не сохранила следов далекой старины, а из достопримечательных сооружений надо отметить здание № 28, принадлежащее 1-й Образцовой типографии, одному из лучших полиграфических предприятий страны.

## Примечательные здания и сооружения
По нечётной стороне
- № 11/19 — жилой дом (1943, архитекторы Андрей Константинович Буров, Борис Николаевич Блохин[1][2]). Дом из первой серии типовых крупноблочных домов Бурова и Блохина.
- № 35 — Офисное здание БЦ Wall Street.

По чётной стороне
- № 2-4/44 — жилой дом для сотрудников института Стали (1949—1951). В доме жил автор его проекта, архитектор И. Н. Кастель[3][4].
- № 6 — Жилой дом (1950—1951, архитекторы И. Н. Кастель, Т. Г. Заикин, инженер Ю. А. Дыховичный)[5]. Здесь в 1953—1985 годах жил военачальник А. И. Шевченко[6].
- № 26 — Офисное здание ЛайтХаус (LIGHTHOUSE).
- № 28/5/71 — Типография известного русского книгоиздателя И. Д. Сытина, одна из крупнейших в Европе, построена по проекту архитектора А. Э. Эрихсона и инженера В. Г. Шухова в 1903 году. Корпуса типографии возведены в 1890—1910 годах по проекту архитектора Ф. Ф. Воскресенского. Типография была основана в 1876 году известным деятелем русского просвещения И. Д. Сытиным, на нынешнем месте она расположена с 1879 года. В 1905 году типография стала одним из центров Декабрьского вооруженного восстания в Москве. Её работники отпечатали номер «Известий Московского Совета», в котором крупными литерами был напечатано: «Объявить в Москве со среды 7 декабря с 12 часов дня всеобщую политическую стачку и стремиться перевести её в вооруженное восстание».

## Индексы
- 115054: (10, 11/19, 14, 28, 29, 31, 33, 32, 32(k.4), 4/2-44, 6/8)

## Транспорт
Автобусы: 632, Б, К, н8